# Anastasija Docenko
Anastasija Aleksandrovna Docenko (in russo Анастасия Александровна Доценко?; 14 ottobre 1986) è un'ex fondista russa.

## Biografia
In Coppa del Mondo ha esordito il 22 gennaio 2010 a Rybinsk (30ª). In carriera ha preso parte a un'edizione dei Giochi olimpici invernali, Soči 2014 (22ª nella sprint, 6ª nella sprint a squadre), e a tre dei Campionati mondiali (5ª nella sprint a squadre a Falun 2015 il miglior risultato).
Nell'ambito delle inchieste sul doping di Stato in Russia, il 1º dicembre 2017 il Comitato Olimpico Internazionale ha accertato una violazione delle normative antidoping da parte della Docenko in occasione delle Olimpiadi di Soči, annullando conseguentemente i risultati ottenuti e proibendole di partecipare a future edizioni dei Giochi olimpici. Conseguentemente, anche la Federazione Internazionale Sci ha aperto un'inchiesta sulla posizione della Čekalëva, escludendola dalle competizioni a partire dal 30 novembre. Il 1º febbraio 2018 il Tribunale Arbitrale dello Sport ha rigettato il ricorso presentato dalla Docenko contro tale decisione; conseguentemente, anche la Federazione Internazionale Sci ha confermato la propria sospensione.

## Palmarès

### Coppa del Mondo
- Miglior piazzamento in classifica generale: 26ª nel 2012

#### Coppa del Mondo - competizioni intermedie
- 1 podio di tappa:
  - 1 terzo posto